# Jöran Nyberg
Per Erik Göran Nyberg, född 22 december 1937 i Timrå, Medelpad,  död 8 december 2012 i Västra Marks församling, Västergötland, var en svensk konstnär. 
Nyberg var yrkesverksam som gymnasielärare. Konstnärligt var han naivist med motiv från sin barn- och ungdomstid. Djärva porträtt var ett av hans vågade motivval. Han arbetade med stenlitografi och var en skicklig grafiker.
Hans verk finns representerad i kommuner, landsting, Sveriges riksdag och Statens konstråd. Han var på senare år bosatt i Tostared i Marks kommun.